# Pequeñas mentirosas (serie)
Pretty Little Liars (en español: Lindas Mentirosas) es una saga de libros pertenecientes al género de Literatura juvenil escritos por la autora norteamericana Sara Shepard. Los libros siguen la vida de cuatro chicas: Spencer Hastings, Hanna Marin, Emily Fields y Aria Montgomery, cuyo grupo se separa luego de la desaparición de su líder, Alison DiLaurentis, en séptimo grado. Tres años más tarde, la historia transcurre en Rosewood Day, una escuela secundaria muy exclusiva a la que asisten las "mentirosas". Cuando un extraño que les envía mensajes con los secretos que solo Alison conocía y se hace llamar "A", ellas creen que su vieja amiga está de regreso, hasta que su cuerpo es encontrado en el patio trasero de su antigua casa.
Los libros exploran varios temas, como la adicción a las drogas, desórdenes alimenticios, homosexualidad, familia, infidelidad, el asesinato y la enfermedad mental.
Diferentes libros de la saga han aparecido en The New York Times Best Seller list. En 2010, se estrenó una serie de televisión basada en los libros, que aún se mantiene al aire. El duodécimo libro de la serie, Quemado, fue lanzado el 4 de diciembre de 2012. Una precuela, Las Pequeñas Lindas Mentiras de Ali, fue lanzado el 2 de enero de 2013.

## Personajes principales
Aunque la saga cuenta con un extenso reparto de personajes, los libros se centran principalmente en estos siete personajes principales:

### Spencer Hastings

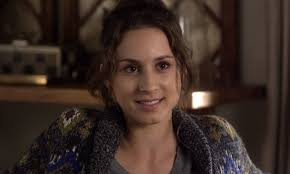

Una chica extremadamente competitiva que busca la perfección en todo lo que hace. Spencer está dispuesta a hacer lo que sea para ganar, sin importarle ella ni los demás. Vive en competencia eterna con su hermana mayor Melissa desde que eran pequeñas. Pero después de unos años esa rivalidad con su hermana desaparece y se vuelven buenas amigas.
Ella a menudo saca rápidas conclusiones y sufre de Trastorno explosivo intermitente (IED en inglés). Su apariencia física es descrita como cabello rubio ceniza, ojos verdes esmeralda , y piel blanca. Ella además es media hermana de Alison y Courtney, ya que su padre y Jessica DiLaurentis habían tenido un romance. El cabello se muestra como una pista sobre su parentesco con las gemelas a lo largo de la historia.

### Hanna Marin

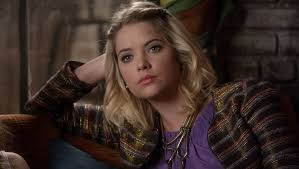

Una chica guapa y popular que solía luchar tanto con bulimia y anorexia debido a las inseguridades. En ausencia de Alison, Hanna se convirtió en la mejor amiga de Mona Vanderwaal, y ambas se convirtieron en las chicas más populares de Rosewood Day. Sus padres se divorciaron cuando ella tenía doce, luego de que su padre tuviera una aventura. Vivía con su madre y rara vez volvió a ver a su padre, sobre todo luego de que él comenzó a salir con una enfermera llamada Isabel. A Hanna le disgusta la nueva esposa de su padre, y su hija, Kate, con quien formó una rivalidad. Por un corto tiempo, Hanna es enviada a una institución mental, ya que su padre pensaba que volvería a tener problemas alimenticios debido al estrés; ese hospital mental era el mismo al que había ido la verdadera Alison.
Empieza a salir con Mike, el hermano menor de Aria, y gracias a esta relación empieza a valorarse más sin perseguir la aprobación de su padre.
Entre sus cualidades físicas se encuentra su cabello castaño.

### Aria Montgomery

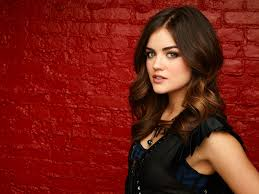

Una chica artística e independiente, cuya familia se mudó de nuevo a Rosewood luego de tres años sabáticos en Islandia. El mismo día que vuelve conoce a un muchacho llamado Ezra Fitz y al día siguiente Aria descubre que Ezra es su nuevo profesor de Inglés. Después de descubrirlo, deciden terminar su relación, pero siguen teniendo una atracción con la que "A" chantajea a Aria. Antes de la desaparición de Alison, Aria descubre que su padre tiene una aventura con una de sus estudiantes de Hollis (Meredith), después de prometerle guardar el secreto, ella es echada de su casa luego de que el primer "A" se lo revela a su madre.
Sean Ackard, el ex de Hanna, y Aria empiezan una relación, que se termina cuando Sean descubre que Aria lo engaña con Ezra.
Ezra se va de Rosewood Day y vuelve unos meses después, pero Aria descubre que la engaña con Klaudia, una chica finlandesa de intercambio que compite constantemente con ella, y que ha llegado a quedarse en casa de su actual novio, Noel Kahn.
Sus padres se divorcian y su papá se casa con Meredith, quien más tarde queda embarazada. Aria a menudo se siente fuera de lugar en Rosewood y tiende a sentirse atraída por hombres mayores, aunque en el fondo sigue enamorada de Noel Kahn. La apariencia física de Aria es pelo negro oscuro, ojos azules y muy alta.
Hanna y ella tienen una mala relación debido a que Aria salió con Sean.

### Emily Fields

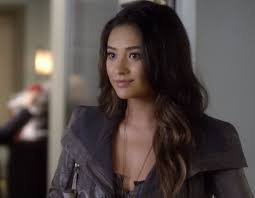

Emily es una tímida nadadora. Ella estaba enamorada de Alison, quien le dio su primer beso, cuando estaban en séptimo grado. Desarrolla sentimientos por una chica nueva llamada Maya St. Germain, lo que resulta en una relación secreta. El primer "A" muestra una imagen de Emily y Maya besándose a sus conservadores padres. Sufre mucho a lo largo de la historia tratando de aceptarse a sí misma, e intentando que su familia la acepte en el proceso. Siempre estuvo enamorada de Alison,lo que le traerá más de un conflicto a lo largo de la historia.

### Alison DiLaurentis

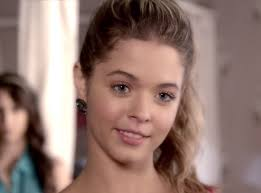

Una extremadamente popular, guapa y cruel chica. Cuando ella y su hermana gemela eran pequeñas, Courtney empezó a llamar más la atención, y Alison empezó a tener celos de ella.
Ali obligó a Courtney a hacerse pasar por ella, amenazándola de muerte. Cuando fueron descubiertas, el miedo que tenía a Alison obligó a Courtney a guardar silencio, con lo que ella fue encerrada en un hospital psiquiátrico. Después su familia se mudó a Rosewood para no llamar la atención y cambiaron su apellido de Day-DiLaurentis a DiLaurentis. En el comienzo del sexto grado, Courtney logró engañar a su madre e hizo que Alison se quedara en el hospital mental, mientras su familia pensaba que habían dejado a Courtney. Alison culpó a las mentirosas por haber arruinado su vida y juró venganza. Más tarde, ella intentó asesinar a las chicas en su casa de Poconos, pero ellas lograron escapar. Alison se quedó dentro y se cree que murió, pero más tarde es revelado que Emily había dejado la puerta abierta de la casa, permitiendo que Alison escapara. Ella mató a Courtney al empujarla en un agujero que se hizo originalmente para un mirador en el patio de su casa, acompañada por su pareja Nick, el cual conoció en el hospital psiquiátrico. Su apariencia física es de pelo rubio, enormes ojos azules, cara con forma de corazón y una gran sonrisa.

### Courtney DiLaurentis
Courtney es la hermana gemela de Alison. Courtney es idéntica a su hermana físicamente pero tienen personalidades muy diferentes. Alison y Courtney eran amigas cuando las dos eran pequeñas, pero mientras se fueron haciendo mayores, Courtney se volvió más popular y Alison odiaba no ser el centro de atención, entonces la obligó a fingir ser ella, cuando sus padres descubrieron esto, Courtney fue obligada a ir a una institución mental. Algunos años después, Courtney fue a casa con su familia, robó el anillo de Ali, leyó su diario y cuando iba a ser enviada a otro hospital (el anterior había sido cerrado), decidió que no lo permitiría. Por la ventana descubrió a un grupo de chicas tratando de robar una bandera; se acercó a hablar con ellas y sus padres creyeron que ella era Ali, se llevaron a la verdadera Alison ignorando sus protestas. Por eso Alison decidió asesinar a Courtney, tomar el relevo de Mona Vanderwaal como "A" y atormentar a las amigas de su hermana por haberle arruinado la vida. Courtney solamente existe en la saga de libros y no en la serie de televisión.

### "A"
Hay tres diferentes A al seguir la historia: Mona, Alison DiLaurentis y Nick, el novio de Alison.

## Personajes secundarios importantes

### Melissa Hastings
Es la hermana mayor, perfecta de Spencer. De quien Spencer siente unos tremendos celos porque sus padres le hacen más caso a Melissa que a ella. Spencer y Melissa siempre están compitiendo por ver quién es la mejor de las dos, también tienen problemas porque Spencer se enamora de los novios de Melissa (Ian, Wren). Pero la rivalidad que tuvieron desde pequeñas desaparece después de que "A" intenta arruinar sus vidas y también matar a Melissa.

### Noel Kahn
Un chico de familia rica que va al colegio Rosewood Day con las chicas. Noel es el novio de Aria desde el séptimo libro. Después de que Aria volviera de Islandia, Noel empezó a fijarse más en Aria ya que ahora que había crecido era mucho más atractiva. Confiesa estar enamorado de Aria, pero ella lo ignora, ya que estaba más fijada en su profesor de literatura, Ezra Fitz, con el que tenía un romance clandestino en ese tiempo. Pero en el séptimo libro, Noel empieza una amistad con Aria, que más tarde se convierte en una relación amorosa. Noel confiesa a Aria que siempre la había querido, incluso en séptimo curso.

### Michael "Mike" Montgomery
El hermano pequeño por un año de Aria. Él juega en el equipo de lacrosse y es amigo de Noel Kahn, James Freed y Mason Byers, otros chicos del equipo de lacrosse. Mike entabla una relación amorosa con Hanna en el sexto libro, hasta se llegan a casar en el último libro de la saga. Físicamente tiene el pelo castaño y los ojos azules.

### Wren Kingston
El actual novio de Spencer. Al principio Wren es solamente el novio de Melissa, la hermana mayor de Spencer, que va a conocer a la familia de Melissa en una cena en el primer libro. Durante la cena, Wren y Spencer entablan una amistad y también tontean un poco. En los siguientes días, Melissa decide quedarse en la casa de sus padres durante unos días con Wren, mientras reforman su casa en Filadelfia, por lo que Wren y Spencer pasan mucho tiempo juntos. Empiezan tonteando y acaban besándose apasionadamente en el granero donde temporalmente vive Spencer. Pero Melissa los descubre y rompe con Wren. Spencer y Melissa empiezan una gran pelea, también los padres de Spencer están muy decepcionados con ella y le ignoran. La castigan sin dejar ver más a Wren. Pero igualmente Spencer continúa su relación con Wren y en el segundo libro acaba perdiendo la virginidad con él. Pero más tarde, Spencer descubre que Wren continúa en secreto su relación con Melissa, cosa que su hermana tampoco sabía, por lo que por su propio bien cada una decide dejar a Wren de una vez por todas. Aunque durante los últimos libros, Wren y Spencer se reencuentran y empiezan una nueva relación.

## Curiosidades
1. La inspiración de los libros: La serie está basada en una saga de libros escrita por Sara Shepard, pero hay varias diferencias entre los libros y la adaptación televisiva. Por ejemplo, en los libros, las chicas son un poco mayores y el enfoque de la trama cambia en algunos puntos.
2. El personaje de Mona: Mona Vanderwaal, que al principio parece ser un personaje secundario, en realidad fue elegida para interpretar a A en el libro original. Esto se cambió para la serie, y el personaje se convirtió en uno de los más complejos.
3. El misterioso número 7: La serie se caracteriza por su simbolismo, y muchos fans creen que el número 7 tiene un significado especial, ya que aparecen varios patrones relacionados con este número a lo largo de la historia, como la cantidad de chicas principales y las temporadas de la serie.
4. Un gran giro en el casting: El personaje de Emily Fields fue originalmente pensado para ser interpretado por una actriz diferente. Shay Mitchell, que finalmente interpretó a Emily, fue una de las últimas en ser elegida, pero los productores sintieron que su audición fue perfecta para el papel.
5. El "A" en los créditos: En la primera temporada, antes de que se revelara quién era A, los fans especulaban sobre la identidad de A basándose en una pista que estaba en los créditos de cada episodio. Durante las primeras temporadas, se veía una "A" diferente que variaba en su estilo, lo que también generaba teorías.
6. Famosos fanáticos: Pretty Little Liars no solo tenía seguidores jóvenes; algunas celebridades como Taylor Swift, Lucy Hale (Aria) y Emma Roberts han expresado su amor por la serie. ¡Incluso Taylor Swift se hizo amiga de Lucy Hale después de que ambas compartieran su admiración mutua!
7. Las locaciones: Aunque la serie se desarrolla en un pequeño pueblo llamado Rosewood, en realidad fue filmada en varios lugares de California, principalmente en Los Ángeles. Los fans también suelen visitar algunas locaciones populares de la serie, como el café de Rosewood.
8. Un final controversial: El final de la serie fue muy discutido, ya que muchos fans sentían que algunas tramas no fueron resueltas de manera satisfactoria. El misterio de A y quién estaba detrás de todo dejó a muchos con opiniones divididas.

## Libros
En Wicked las mentirosas creen que están  a salvo, ya que su atormentador (A) está muerto, y el asesino de Alison finalmentese encuentra tras  las rejas. Pero cuando todo parece normal, un mensaje de un nuevo A les llega a las mentirosas, diciendo que este ha vuelto. Los mensajes de A siguen acosando a las chicas a tal punto que comienzan a dudar si en realidad Ian Thomas era el asesino. Al final, cuando Ian les va a hacer una revelación de la noche en la que Alison desapareció, A lo asesina y un mensaje les llega a las mentirosas "Tenía que marcharse -A"
| |                          |                         |     |  |  |
| 1 | Pequeñas Mentirosas      | 3 de octubre de 2006    | 305 |  |  |
| La historia nos presenta un exclusivo grupo de amigas: Alison DiLaurentis, la popular y manipuladora abeja reina, Aria Montgomery, una chica independiente considerada el bicho raro de Rosewood, que fue a Islandia a pasar unos años con su familia, Emily Fields, una nadadora que guarda sentimientos secretos por Alison, estaba enamorada de ella, Hanna Marin, que quiere ser delgada y popular como Alison, y Spencer Hastings, una estudiante modelo lo bastante valiente para enfrentarse a las manipulaciones de Alison. Alison desaparece misteriosamente durante una fiesta de pijamas con las chicas el verano anterior a octavo grado. La historia salta tres años en el tiempo, momento en que las chicas viven sus vidas por separado y no se hablan. Aria vuelve a Rosewood de un viaje de tres años con su familia y vuelve mucho más sofisticada de lo que se fue. Conoce a un chico y se besuquea con él en un bar del pueblo, y más tarde descubrimos que es su nuevo profesor de literatura inglesa, Ezra Fitz. Emily se hace amiga de una chica nueva, Maya St. Germain, y enseguida empieza a sentirse atraída por ella, aunque Emily tiene novio, Ben. Ben más tarde se encuentra a Maya y a Emily compartiendo un beso en el fotomatón en una fiesta y las tira cerveza. Hanna es la nueva chica popular del pueblo junto con la antigua friki, Mona Vanderwaal. Sin embargo, Mona y ella a veces roban, aunque pueden permitirse perfectamente los productos que roban. Hanna lucha contra la necesidad de volver a la bulimia y se esfuerza en mantener su estatus de abeja reina. Spencer continúa su rivalidad con Melissa, su perfecta hermana mayor. El problema inicia cuando empieza a sentirse atraída por el nuevo novio de Melissa, Wren Kingston. A lo largo de la historia, las mentirosas reciben mensajes que las amenazan con revelar sus secretos del presente y del pasado, incluyendo un terrible incidente al que las chicas llaman "El asunto de Jenna”. Automáticamente creen que son mensajes de su desaparecida amiga Alison, porque es la única a la que cada una de ellas había contado sus peores secretos. Sin embargo, quedan sorprendidas cuando la policía encuentra su cuerpo enterrado en el patio trasero de su antigua casa. El libro termina con las mentirosas recibiendo un mensaje en el funeral de Alison que dice: “Sigo aquí, perras. Y lo sé todo. –A.” |                          |                         |     |  |  |
| |                          |                         |     |  |  |
| 2 | Flawless / Secretos      | 27 de marzo de 2007     | 352 |  |  |
| Spencer, Hanna, Aria y Emily siguen recibiendo mensajes de un desconocido que se hace llamar “A”, y están más desesperadas que nunca por descubrir su identidad puesto que sigue manipulándolas con la amenaza de revelar todos sus secretos. Al principio las chicas creen que “A” es Alison, porque es la única persona que conocía sus secretos, pero empiezan a creer que la persona tras las amenazas es Toby, porque algunos de los mensajes que reciben hablan de “El asunto de Jenna” y con Alison muerta, él es el único que tuvo algo que ver con el accidente, aunque nadie, salvo Spencer, sabe por qué asumió la culpa de lo que le pasó a Jenna. “El asunto de Jenna” resulta ser un incidente en el que Alison encendió un cohete de fuegos artificiales en la casa del árbol de Toby, el hermanastro de Jenna, para vengarse por supuestamente espiarla, solo para ver incendiada su casa del árbol, sin saber que Jenna estaba dentro, y debido a eso, quedó permanentemente ciega. Toby fue inculpado del accidente por Alison. “A” envía mensajes a Emily que dejan ver que “A” sabe lo de su relación romántica con Maya, y amenaza con contárselo a todo el mundo. Emily se vuelve cercana a Toby y va con él a una fiesta benéfica pero después le cuenta que cree que puede ser lesbiana. “A” deja una nota a Hanna que la obliga a decirle a Naomi y a Riley que se fuerza a vomitar y que Sean fue quien rompió con ella. Más tarde recibe un mensaje que le dice que Sean está en la fiesta benéfica del Foxy con otra chica. Hanna se sorprende al enterarse de que su exnovio Sean Ackard está ignorando sus votos del club de virginidad y cerca de tener sexo con Aria. “A” le dice continuamente a Aria que se deshaga del problema o le cuente a su madre la verdad sobre Byron, su padre, que está viendo a otra mujer. Aria va a enfrentarse a la otra mujer, Meredith, pero ésta le dice que su padre y ella están enamorados. Su madre, Ella, se entera de que Byron está teniendo una aventura con una estudiante y le echa de casa, dejando la relación madre-hija con Aria muy destrozada. Spencer sigue liándose con el ahora exnovio de su hermana, Wren, y más tarde pierde su virginidad con él. Sin embargo, Melissa vuelve con él solo para más tarde asegurarse de que sale de sus vidas para siempre. Emily se culpa del suicidio de Toby. En este libro se revela que Toby abusaba de su hermanastra Jenna cuando eran más jóvenes. Alison y Spencer eran las únicas que lo sabían. |                          |                         |     |  |  |
| |                          |                         |     |  |  |
| 3 | Perfect / Venganza       | 21 de agosto de 2007    | 320 |  |  |
| Aria, ahora sin hogar, va a vivir con su nuevo novio, Sean Ackard. Como sigue viendo a Ezra, su relación se rompe cuando Sean se lo cuenta a la policía, habiéndose enterado del secreto por “A”. Emily planea ir a la policía a detener a “A”, lo que lleva a “A” a vengarse haciéndola salir del armario delante de todo el colegio. Los padres de Emily la amenazan con mandarla lejos con unos parientes muy estrictos si no acude a un programa contra la homosexualidad. Sin embargo, Emily se da cuenta de que no puede cambiar quien es. Spencer es nominada al premio Orquídea de Oro por un ensayo que copió de su hermana, algo que “A” amenaza con revelar. La familia de Spencer descubre que copió, pero lo mantienen en secreto para proteger su reputación. Spencer llega a creer que podría haber matado a Alison tras descubrir que sufre amnesia pasajera tras arrebatos de ira. Hanna y Mona se pelean, y Hanna busca consuelo en un tímido chico llamado Lucas. Va al cumpleaños de Mona pero la humillan. A continuación recibe un mensaje de “A” y reconoce el número. Intenta contarle la identidad de “A” a las demás, pero es atropellada por “A” antes de poder hacerlo. Las chicas saben que ha sido “A” por el mensaje que reciben a continuación, que dice “Sabía demasiado. –A.” |                          |                         |     |  |  |
| |                          |                         |     |  |  |
| 4 | Unbelievable / Rumores   | 27 de mayo de 2008      | 368 |  |  |
| Hanna sobrevive al atropello de “A”, y debido al golpe sufrido en la cabeza, pierde la memoria de los días anteriores, olvidando la identidad de “A”. Los padres de Emily la pillan con Maya en una fiesta y la mandan a Iowa con sus estrictos y religiosos tíos. Se alegra de estar a salvo de “A”, pero después de ser acusada de amenazar a sus primos, huye. Emily vuelve a casas cuando ve a sus padres en la televisión, diciendo que la quieren y la aceptan tal como es. Emily y Maya se reúnen, pero Trista, una chica a la que Emily conoció en Iowa, viene de visita, haciendo que su relación se entorpezca. Emily más tarde se entristece al ver a Trista liándose con Noel Khan. Después de que Sean la echara de su casa, Aria se muda a regañadientes con Byron y Meredith, que anuncia que está embarazada y que cuando termine el divorcio de Byron, se casarán. En Hollis, Aria va a una clase de arte inconsciente y se junta con Jenna, de quien sospecha que puede ser “A”. “A” le dice a Melissa que Spencer le robó el ensayo por el que está nominada, pero la familia lo guarda en secreto para proteger su reputación. Melissa y Spencer se vuelven más cercanas y Spencer confiesa que besó a Ian y que Alison salía con él en secreto. Cuando vuelven a su mente fragmentos de la noche en que Ali murió, Spencer queda horrorizada al darse cuenta de que pudo haber matado accidentalmente a Alison. Mona y Hanna hacen las paces, y para celebrar la recuperación de Hanna, Mona y Spencer montan una fiesta en su honor. Spencer se sorprende al descubrir que disfruta de la compañía de Mona y aún más cuando Mona le cuenta que ha estado recibiendo mensajes de “A”. Hanna se alegra mucho de que Spencer apruebe a Mona, y consideran que Spencer se una a su grupo. “A” le dice a Aria que Meredith tiene un trabajo secreto en Hooters, y va ahí con Mike, su hermano, solo para descubrir que “A” mentía. Ahí, Aria le cuenta a Mike lo que está ocurriendo con “A” y este la obliga a contárselo a la policía. La noche de la fiesta de Hanna, Aria le va a contar a Jenna lo que ocurrió la noche que se quedó ciega, pero Jenna revela que Alison y ella lo habían preparado para librarse de Toby, solo que no salió según lo planeado. Jenna revela además que esa noche alguien más lo vio todo, pero cuando Aria le pregunta quién era, Jenna se va sin querer decir nada más, dejando ver que puede que conozca la identidad de “A”. Melissa se enfrenta a Spencer por haber visto a Ian a sus espaldas, lo cual Spencer niega, y cuando se va, Spencer y Mona descubren otra nota de “A” y sospechan que Melissa mató a Alison porque estaba celosa de su relación con Ian. Se lo cuentan a las otras y deciden entregar a Melissa. Mona lleva a Spencer a la comisaría y Aria les cuenta a Hanna y a Emily la verdad sobre “El asunto de Jenna”. En ese momento Hanna recupera la memoria y recuerda horrorizada la identidad de “A”: Mona. Spencer duda si entregar a Melissa, pero Mona la anima y la convence de hacerlo. Momentos después, Spencer recibe un mensaje de Emily diciendo que Mona es “A”. Al recibir muchos más mensajes de las chicas, que están preocupadas por ella, Mona se da cuenta de que las chicas ya han descubierto quién es. Mientras las chicas van a la comisaría a decirle a Wilden que Mona es “A”, Mona lleva a Spencer al acantilado “El Ahogado”, donde le explica que vio lo que ocurrió la noche de “El asunto de Jenna” puesto que era amiga de Jenna y fue a darle una sorpresa. Esa noche además de ser testigo, se vio herida en el estómago por el fuego artificial y las guarda rencor por ello. Cuando Maya se mudó a casa de Alison y sacaron sus antiguas cosas a la calle, Mona encontró el diario de Alison, que contenía los secretos más oscuros de las chicas. Usando esa información, se compró un móvil nuevo y se convirtió en “A” para vengarse de la noche del accidente de Jenna. Spencer acusa a Mona de matar a Alison, pero esta revela que fue Ian quien la mató, porque Alison le había chantajeado con su relación. Spencer llama disimuladamente a Wilden para que oiga su conversación con Mona y sepa dónde están. Mona le dice a Spencer que había planeado incriminarla por el asesinato de Alison, pero recientemente había empezado a caerle bien y había decidido incriminar a Melissa para hacerle un favor. Después le ofrece ser “A” las dos juntas y dominar el colegio. Spencer se niega y Mona la ataca. Luchan al borde del acantilado, y en el forcejeo Spencer empuja accidentalmente a Mona haciéndola caer por el acantilado y causando su muerte. Aria, Emily y Hanna llegan un poco más tarde con Wilden y encuentran el cuerpo de Mona y a una Spencer inconsciente. |                          |                         |     |  |  |
| |                          |                         |     |  |  |
| 5 | Wicked / Malicia         | 25 de noviembre de 2008 | 320 |  |  |
| En Wicked las mentirosas creen que están finalmente a salvo ya que finalmente su atormentador está muerto, y el asesino de Alison se encuentra finalmente entre las rejas. Pero cuando todo parece normal, un mensaje de un nuevo A les llega a las mentirosas, diciendo que este ha vuelto. Los mensajes de A siguen acosando a las chicas a tal punto que de nuevo comienzan a dudar si en realidad Ian Thomas era el asesino. Al final, cuando Ian les va a hacer una revelación de la noche en la que Alison desapareció, A lo asesina y un mensaje les llega a las mentirosas "Tenía que marcharse -A" |                          |                         |     |  |  |
| |                          |                         |     |  |  |
| 6 | Killer / Confidencias    | 30 de junio de 2009     | 352 |  |  |
| |                          |                         |     |  |  |
| 7 | Heartless / Crueldad     | 19 de enero de 2010     | 288 |  |  |
| |                          |                         |     |  |  |
| 8 | Wanted / Deseada         | 8 de junio de 2010      | 272 |  |  |
| Finalmente toda la verdad sale a la luz: Hace muchos años, había dos gemelas idénticas. Una era Alison, y la otra era Courtney. Se llevaban muy bien, hasta que Courtney comenzó a sentir celos de la hermosa vida de Alison, por lo cual se peleaban mucho, debido a esas peleas, la madre de ambas decide enviar a Courtney a un hospital psiquiátrico. Años después, cuando Courtney había ido a casa de nuevo tan solo un fin de semana, ve que cuatro chicas aparecen en su jardín ideando un plan para finalmente robarse la vida de Alison, ella se acerca y habla con ellas sobre ese plan. Finalmente, el plan funciona la mamá tomo a la Alison incorrecta y se la llevó al hospital. Fue entonces cuando esa pijamada llegó, y la verdadera Alison salió del hospital y asesinó a su hermana, y aparte volviéndose A para vengarse de esa chicas que le habían robado su vida. Al final Alison muere supuestamente en el incendio de Poconos. |                          |                         |     |  |  |
| |                          |                         |     |  |  |
| 9 | Twisted / Retorcida      | 5 de julio de 2011      | 320 |  |  |
| |                          |                         |     |  |  |
| 10 | Ruthless / Implacable    | 6 de diciembre de 2011  | 352 |  |  |
| |                          |                         |     |  |  |
| 11 | Stunning / Impresionante | 5 de junio de 2012      | 352 |  |  |
| |                          |                         |     |  |  |
| 12 | Burned / Quemado         | 4 de diciembre de 2012  | 337 |  |  |
| |                          |                         |     |  |  |
| 13 | Crushed / Aplastado      | 4 de junio de 2013      | 352 |  |  |
| |                          |                         |     |  |  |
| 14 | Deadly / Mortal          | 3 de diciembre de 2013  | 308 |  |  |
| En este libro, es revelado que la noche de Poconos, Alison nunca murió realmente, ya que Nick esa noche había entrado a salvarla. Nick era el novio secreto de Alison y se habían conocido en el hospital psiquiátrico. Nick ayudó a Alison desde un inicio. Por lo que el tercer A de nuevo eran Alison y Nick. |                          |                         |     |  |  |
| |                          |                         |     |  |  |
| 15 | Toxic / Tóxica           | 3 de junio de 2014      | 326 |  |  |
| |                          |                         |     |  |  |
| 16 | Vicious / Viciosa        | 4 de diciembre de 2014  | 338 |  |  |
| En el último libro de la saga, las chicas esperan su juicio debido al asesinato de Alison Dilaurentis. Cada una busca la forma de salir de este lío. Aria escapa a otro país, Spencer encuentra a alguien que podría ayudarla a desaparecer para siempre, Hanna quiere disfrutar hasta el último momento en libertad, y a Emily, hará algo que podría al fin darles la Victoria sobre Alison. |                          |                         |     |  |  |
| |                          |                         |     |  |  |

### Precuelas
|     |                                                                |                    |     |  |  |
| 4.5 | Pretty Little Secrets / Pequeños Lindos Secretos               | 3 de enero de 2012 | 464 |  |  |
|     |                                                                |                    |     |  |  |
| 0.5 | Ali's Pretty Little Lies / Las Pequeñas Lindas Mentiras de Ali | 2 de enero de 2013 | 304 |  |  |
|     |                                                                |                    |     |  |  |